# When the Music's Over
«When The Music's Over» es una canción de la banda estadounidense de rock The Doors, aparece en su álbum de 1967 Strange Days. La canción, que en casi once minutos de duración, es la tercera canción más larga registrada de la banda, detrás de "The End", de 11:42, y "Celebration of the Lizard", de 17:01. Una versión de 16:16, aparece en su álbum de 1970 Absolutely Live.
Cuando la banda grabó el tema originalmente, Jim Morrison, no se presentó a la sesión, por lo que la banda grabó con Ray Manzarek. Jim terminó llegando el día siguiente y tuvo que volver a grabar las voces.

## Versiones
- La banda de rock Električni Orgazam grabó una versión de su álbum de 1983 Les Chanosones Populaires.
- La banda de rock/dub Sublime utiliza la parte de órganos en la introducción de la canción "Cisco Kid" en el álbum Robbin 'the Hood.

- Datos: Q2703159

{ORDENAR:when music s over}}